# Iron Station (Carolina del Norte)
Iron Station es un lugar designado por el censo del condado de Lincoln en el estado estadounidense de Carolina del Norte.
Iron Station también sirve como una comunidad de conexión para las ciudades más grandes de Charlotte, Hickory, y Lincolnton.